# Pistolteatern

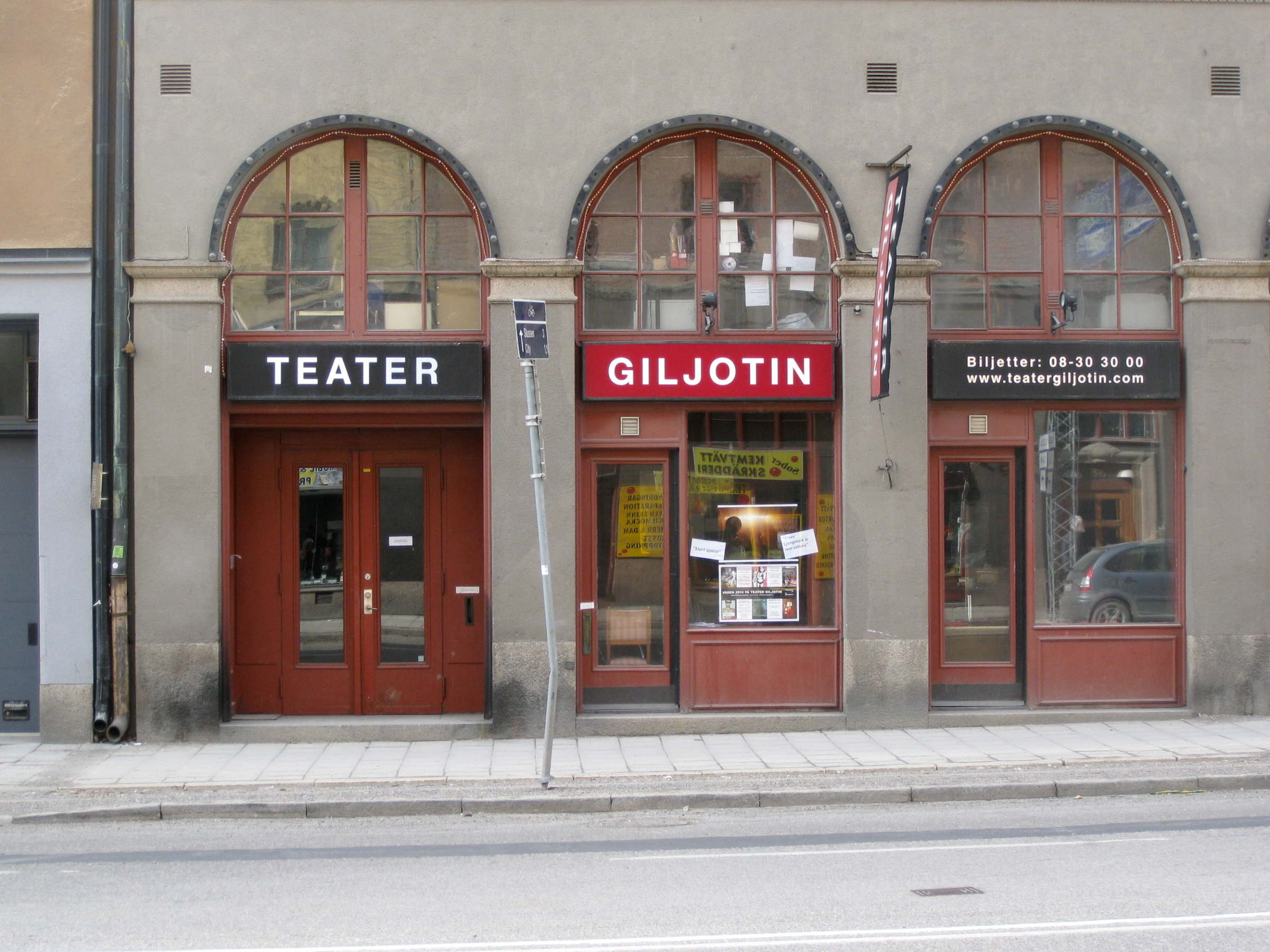
Teater Giljotin i Pistolteaterns gamla lokaler

Pistolteatern, populärt kallad Pickan,  var en teater vid Mälartorget i Gamla stan och Torsgatan i Vasastan, båda i Stockholm, som grundades av Pi Lind och Staffan Olzon i mitten av 1960-talet. Namnet Pistolteatern hämtades från de två grundarnas initialer.

## Repertoar
Pistolteatern övertog lokaler som använts av den nedlagda Munkbroteatern. Under Pistolteaterns tid vid Mälartorget 1964–1968 var nästan allt tillåtet. Tre regler gällde dock. Man skulle bara spela sådant som inte gick att spela någon annanstans. Ingen pjäs fick spelas längre än tre veckor, undantaget om den gick väldigt dåligt, då den fick spelas i fyra veckor. Nonstopteater skulle avlösas av obskyra konserter. Uppsättningarna initierades av Öyvind Fahlström, Åke Hodell,  Claes Oldenburg, Sören Brunes, Janne Forssell och Bengt af Klintberg. En lyxsanering av fastigheten tvingade bort teatern 1969. Efter ett kort mellanspel på Gamla Brogatan hittade teatern sitt nya hem i danssalongen Savoys gamla lokaler på Torsgatan 41 i Vasastan.

När teatern återuppstod Torsgatan i Vasastan 1972 kom de italienska dramatikerna Dario Fo och Franca Rame att dominera repertoaren med exempelvis Vi betalar inte, vi betalar inte och En kvinna. 1972-1974 drevs teatern av Judith Hollander. Barnteatern fick alltid ta plats på Pistolteatern. Broder Yster och Syster Dyster (1973), Ön, Skogen och Reskamraten är några omtalade uppsättningar för barn. Alice  och Molieres Lärda Fruntimmer blev stora publiksuccéer, medan William Shakespeares Hamlet, den långa versionen, förflyttad till maffians Sicilien, kom att 1985 avsluta den andra epoken av teaterns historia.
1986–1990 genomfördes Rapidteaterprojektet som genom snabbproducerade pjäser gav plats och möjlighet åt många teaterarbetare. En ny premiär i månaden var ambitionen. Bland alla uppsättningar kan nämnas Spindelkvinnans kyss, Cymbeline, Necrofeelings, Hunger och Bretéchers hjältinnor. Tomas Norström ledde verksamheten mellan 1994 och 2001 då man bland annat satte upp William Shakespeares Rickard III och Tolvskillingsoperan.
Några populära scenkonstnärer som arbetat på Pistolteatern är Kim Anderzon, Erik Appelgren, Claire Wikholm, Gert Fylking, Nils Moritz och Tomas Norström.

## Varumärket
När Dramaten gjorde en publikundersökning bland sin publik under 1970-talet och i denna ställde frågan Vilken teater går du helst på?, kom Pistolteatern på andra plats. 
Det har även förekommit processer kring rätten till namnet Pistolteatern under 1990-talet. I Pistolteaterns tidigare lokaler på Torsgatan 41 i Stockholm finns nu Teater Giljotin.

## Uppsättningar (ej komplett)
| År   | Produktion                                                  | Upphovsmän                     | Regi             | Noter |
| ---- | ----------------------------------------------------------- | ------------------------------ | ---------------- | ----- |
| 1965 | Happening                                                   | Pi Lind och Lars Ulvenstam     |                  |       |
| 1968 | Knark Junkie                                                | William S. Burroughs           |                  |       |
| 1969 | Direktör Ubu                                                | Peter Kneip efter Alfred Jarry |                  |       |
| 1969 | Frid i Kristi krubba                                        | Peter Kneip                    |                  |       |
| 1971 | Titus Andronicus                                            | William Shakespeare            | Claes Lundberg   |       |
| 1973 | Lysistrate Λυσιστράτη, Lysistrátē                           | Aristofanes                    | Judith Hollander |       |
| 1975 | Macbeth                                                     | William Shakespeare            |                  |       |
| 1977 | Vi betalar inte! Vi betalar inte! Non si paga! non si paga! | Dario Fo                       | Erik Appelgren   |       |
| 1979 | En kvinna Tutta casa, letto e chiesa                        | Franca Rame och Dario Fo       | Erik Appelgren   |       |
| 1980 | Alice                                                       | Erik Appelgren                 |                  |       |
| 1983 | Lärda fruntimmer Les Femmes savantes                        | Molière                        | Erik Appelgren   |       |
| 1986 | Hamlet                                                      | William Shakespeare            | Erik Appelgren   |       |
| 1988 | Spindelkvinnans kyss El beso de la mujer araña              | Manuel Puig                    | Christian Tomner |       |
| 1994 | Richard III The Life and Death of King Richard the Third    | William Shakespeare            | Linus Tunström   |       |